# Биллина
Биллина (англ. Billina) — курица, персонаж серии книг американского писателя Л. Ф. Баума о сказочной стране Оз. Впервые появляется в книге Озма из страны Оз (1907).

## История
В книге «Озма из страны Оз» Дороти Гейл, после того как её во время путешествия на корабле шторм выбрасывает за борт, спасается на клетке для кур, где обнаруживает говорящую курицу Биллину. В этой книге Биллина играет ту же роль, что и щенок Тото в книге «Удивительный волшебник из страны Оз» (1900). Вероятно, возникновение образа Биллины связано с тем обстоятельством, что первая книга Баума 1886 года — «Краткое руководство по разведению, воспитанию и содержанию гамбургских кур»..
Общительная и дерзкая курица, Биллина рассказывает Дороти: «когда я только вылупилась из яйца, никто не знал, что из меня получится, курица или петух, поэтому мальчишка с нашей фермы назвал меня Биллом». Дороти настаивает на том, что коль её попутчица — курица, то должна носить женское имя и предлагает звать её Биллина, с чем последняя соглашается. В ходе дальнейшего развития событий Биллина оказывает неоценимую помощь Дороти и её друзьям, перехитрив злого короля гномов Руггедо, и дав возможность вновь приобрести человеческий облик заколдованным друзьям Дороти и членам королевской семьи страны Эв. В конце книги Биллина остаётся жить в Изумрудном городе страны Оз.
В книге «Путешествие в страну Оз» (1909), Биллина вместе в Тик-Током встречает Дороти, Косматого, Пуговку, и Многоцветку, которые направляются на торжества по случаю дня рождения принцессы Озмы.
В следующих книгах серии о стране Оз книги упоминается, что у Биллины уже появилось много птенцов (отец которых неизвестен). Биллина называет их всех «Дороти» в честь своей подруги. Когда выясняется, что некоторые из этих птенцов будут петухами, Биллиа меняет им имена на «Даниэль».

## В кино
Биллина появляется в ныне утраченом немом фильме Отиса Тёрнера и Фрэнсиса Богса «Волшебная фея и радиопьесы» (1908). Вероятно, на съёмках была использована настоящая курица, так же как и настоящая собака для роли Тотошки.
В фильме 1985 года «Возвращение в страну Оз» Биллина является главным героем. Её образ разработан М.Уилсоном с помощью аниматроники, озвучивает Дениза Брайер.